# Eilean Iosal (ö i Storbritannien, lat 57,58, long -6,57)
Eilean Iosal är en ö i Storbritannien.   Den ligger i kommunen Highland och riksdelen Skottland, i den nordvästra delen av landet, 800 km nordväst om huvudstaden London.